# Tierschutzverein für Berlin und Umgebung
Der Tierschutzverein für Berlin und Umgebung Corporation e. V. ist ein Verein auf dem Gebiet des Tierschutzes. Er ist gleichzeitig ein Landesverband des Deutschen Tierschutzbundes. Der Verein ist Betreiber des Berliner Tierheims und wendet sich unter anderem gegen Tierquälerei.

## Geschichte

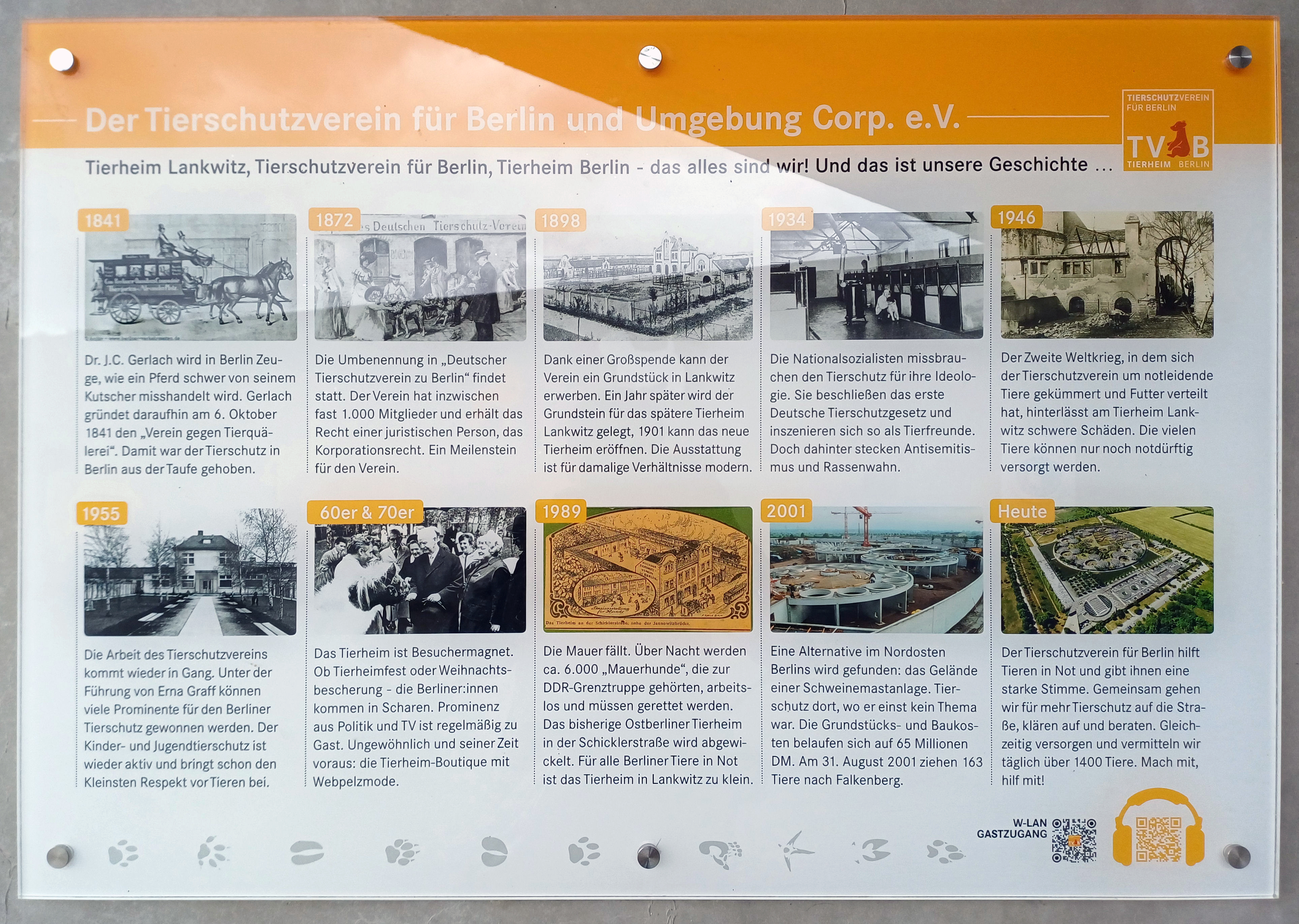
Gedenktafel in Berlin-Falkenberg

Als der preußische Beamte J.C. Gerlach 1841 auf dem Mühlendamm in Berlin-Mitte Zeuge der Misshandlung eines Kutschpferdes wurde, gründete er den Verein gegen Tierquälerei. Das Ziel war es damals, Grausamkeiten gegen Tiere mit Hilfe aller zu Gebote stehender Mittel zu verhindern. Am 18. August 1872 erhielt der zwischenzeitlich in Deutscher Tierschutzverein zu Berlin umbenannte Zusammenschluss durch eine kaiserliche Kabinettsorder die Korporationsrechte verliehen. Im gleichen Jahr eröffnete das erste Berliner Tierasyl in der Schulstraße 12 in Berlin-Wedding. Als die Räume nicht mehr ausreichten, zog das Tierasyl in die Stadtbahnbögen an der Stralauer Brücke.
Am 22. Juni 1901 eröffnete der Tierschutzverein das Tierheim in Berlin-Lankwitz. 1908 entstand in der Schicklerstraße 4 ein neues Verwaltungsgebäude, das im Zweiten Weltkrieg zerstört wurde. 2001 wurde das Grundstück in Berlin-Lankwitz verkauft. Das Tierheim Berlin bezog einen neuen Standort am Hausvaterweg in Berlin-Falkenberg; dort hat der Verein seit September 2001 seine Geschäftsstelle.
2014 schlossen sich der Bundesverband Tierschutz und der Tierschutzverein für Berlin und Umgebung zum Bündnis Tierschutzpolitik Berlin zusammen. Bündnis Tierschutzpolitik Berlin organisiert gemeinsam mit dem Deutschen Tierschutzbund die jährlich in Berlin stattfindende bundesweite Demonstration „Forschung ja – Tierversuche Nein!“.

## Wirken

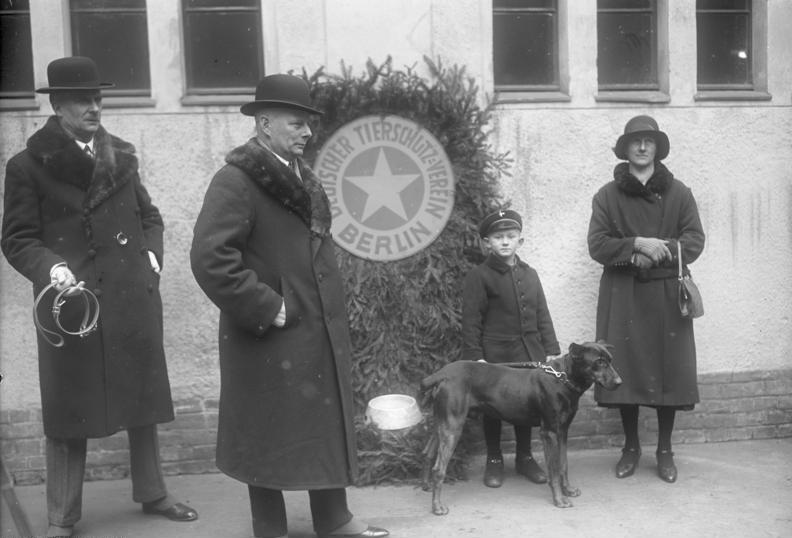
Auszeichnung des Dobermann „Strolch“ als Lebensretter (1931)

Neben der Betreuung der besitzerlosen Tiere hat der Tierschutzverein mehrfach gegen Tierquälerei mobil gemacht und ist für die Rechte der Tiere auf die Straße gegangen. Zu seinen Erfolgen zählt der gemeinsam mit dem Deutschen Tierschutzbund geführte Kampf gegen Subventionen für Tiertransporte.
Der Tierschutzverein setzt sich für ein Ende von Tierversuchen ein, engagiert sich für bessere Haltungsbedingungen von Tieren in der Landwirtschaft und kämpft gegen die Haltung von Exoten in Privathaushalten. In der Hauptstadt ist der Verein Ansprechpartner in Fragen der Haltung von Hunden, Katzen und Kleintieren.
Zur Gründung verfügte der Verein über 90 Mitglieder, 2010 waren es 15.000. Finanziert wird die Arbeit des Vereins durch Mitgliedsbeiträge, Spenden und Erbschaften. Dem Vorstand gehören Eva Rönspieß (Vorsitzende), Dirk Schäuble (Stellvertretender Vorsitzender), Ingo Rösike (Stellvertretender Vorsitzender), Sieglinde Stasny (Schatzmeisterin) und Dolly Constanza Rodriguez (Beisitzerin) an (Stand November 2021). Zum 1. Juli 2020 hatte Journalistin und Fernsehmoderatorin Ines Krüger ihr Amt als 1. Vorsitzende aus gesundheitlichen Gründen niedergelegt.
Der Verein ist Herausgeber des Magazins Berliner Tierfreund sowie weiterer Publikationen rund um das Thema Tierschutz und Haustierhaltung.